# Šestiočka velká
Šestiočka velká (Dysdera crocata) je druh pavouka z čeledi šestiočky (Dysderidae). Tento druh je známý především svou specializací na lov stínek a je rozšířen kosmopolitně; původně pochází ze Středomoří.

## Popis
Šestiočka velká dorůstá velikosti 9–15 mm. Samice bývají větší (11–15 mm) než samci (9–10 mm). Tělo je charakteristicky zbarvené: hlavohruď (cefalothorax) a nohy mají oranžový až červenohnědý odstín, zatímco zadeček (abdomen) je světle krémový až šedohnědý. Výrazným znakem jsou velké chelicery, schopné prorazit krunýř stínek. Dalším typickým znakem je pouze šest očí (místo osmi), což je mezi pavouky poměrně neobvyklé.

## Rozšíření
Jak již bylo zmíněno, šestiočka velká pochází ze Středomoří, avšak díky zavlečení člověkem má dnes takřka kosmopolitní rozšíření. V České republice se s ní lze setkat převážně v teplejších a vlhčích oblastech.

## Biotop
Tento druh upřednostňuje místa s vysokou vlhkostí a dostatkem úkrytů, jako jsou zahrady, sklepy, skleníky, ale také přirozené biotopy pod kameny, kusy dřeva či ve vrstvě opadaného listí. Aktivní je hlavně v noci.

## Způsob života
Šestiočka velká je specializovaný predátor stínek; silné chelicery jí umožňují prorazit pevný krunýř kořisti a aplikovat jed. Kromě stínek však dokáže ulovit i jiné bezobratlé, například rybenky, mnohonožky, brouky či drobné pavouky.

## Rozmnožování
Páření bývá často agresivní, přičemž oba partneři riskují zranění. Samice klade vajíčka do hedvábného kokonu (vak), který ukrývá v bezpečném úkrytu. V jednom kokonu se může nacházet až 70 vajíček. Samice ochraňuje snůšku do doby, než se mláďata vylíhnou.

## Kousnutí člověka
Při ohrožení může pavouk kousnout i člověka; takové kousnutí je sice nepříjemné a bolestivé, ale jed není považován za nebezpečný. V některých případech se může v místě kousnutí objevit lehké podráždění či svědění.

## Galerie

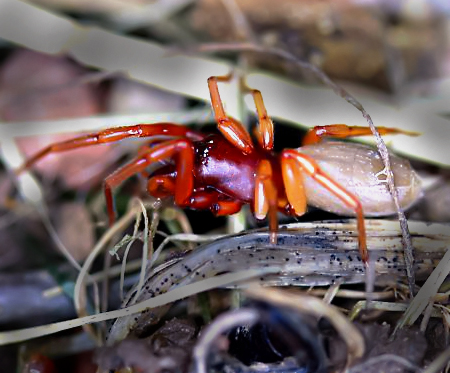
Pohled z boku
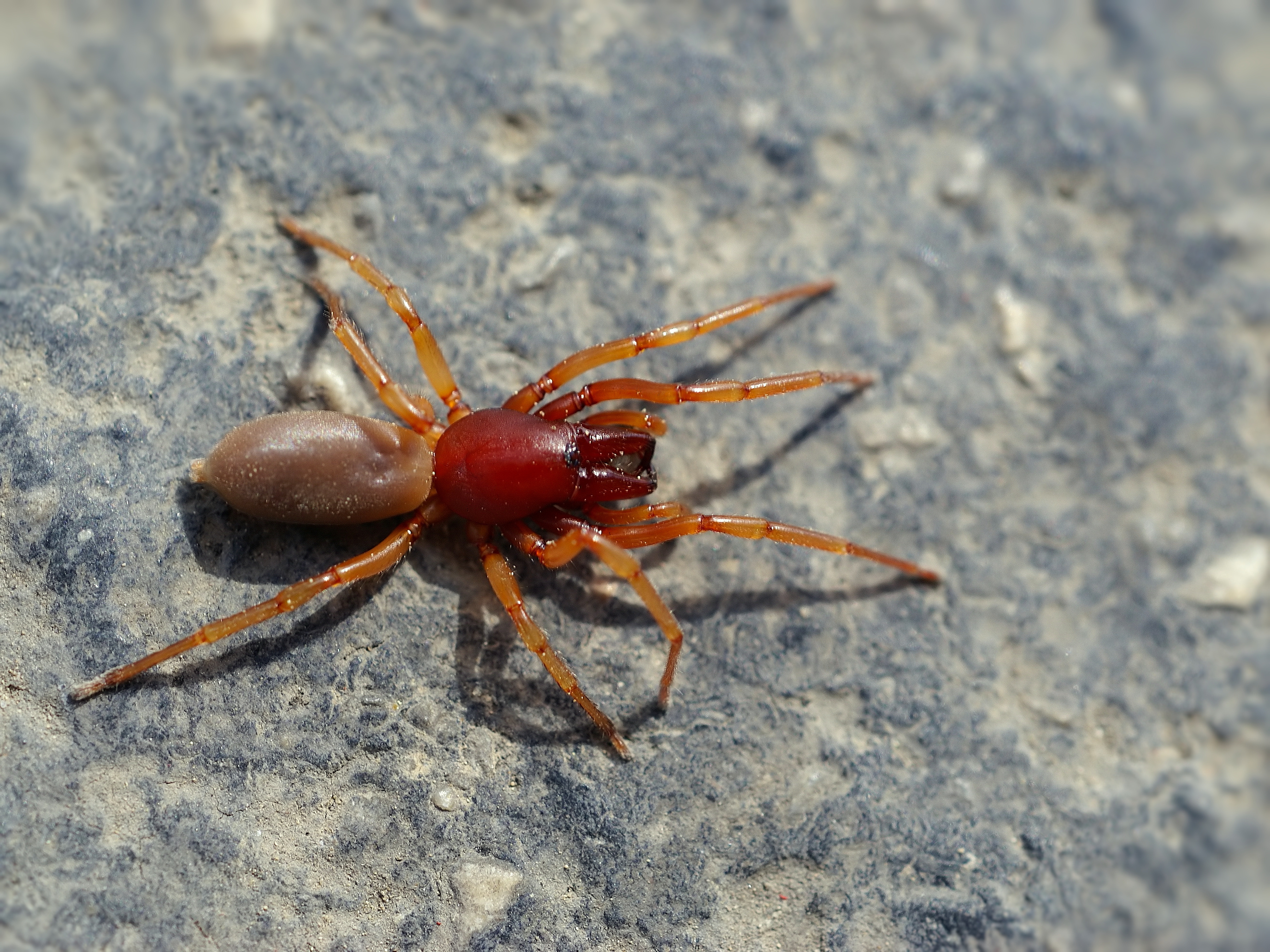
Samec šestiočky velké
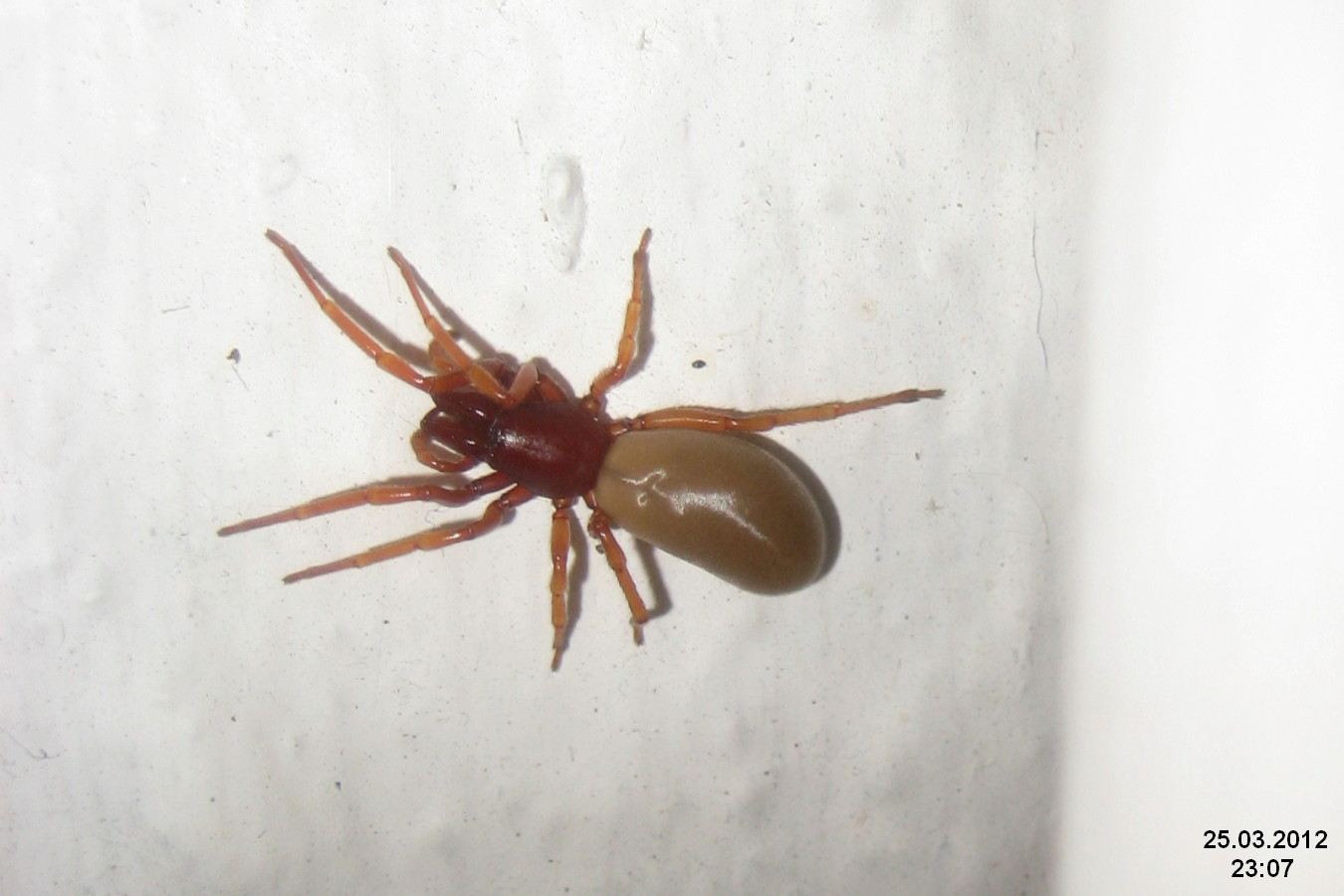
Detail hlavy s chelicerami